# 坂井市立春江西小学校
坂井市立春江西小学校（さかいしりつ はるえにししょうがっこう）は、福井県坂井市春江町西太郎丸にある公立小学校。

## 沿革
- 1873年（明治6年） - 千歩寺の順教寺に千歩寺尋常小学校が創立[1]。
- 1874年（明治7年） - 学区改正（千歩寺・中庄・金剛寺・松木）。
- 1877年（明治10年） - 化成小学校と改称し、校舎を金剛寺に移築。
- 1878年（明治11年） - 安沢・石塚の2地区を分離し、深出尋常小学校と改称。
- 1892年（明治25年） - 化成小学校を春江村化成尋常小学校と改称。
- 1899年（明治32年） - 化成尋常小学校と深出尋常小学校の2校を統合し、金剛寺尋常小学校を創設。安沢に仮教場を設置。
- 1910年（明治43年） - 春江村春江西尋常小学校と改称。
- 1933年（昭和8年） - 高等科を設置し、春江西高等尋常小学校と改称。校歌制定。
- 1941年（昭和16年） - 国民学校令により、春江西国民学校と改称。
- 1947年（昭和22年） - 学制改革により、春江町立春江西小学校を設立。
- 1948年（昭和23年） - 福井震災により、校舎全壊。
- 1951年（昭和26年） - 春江西幼稚園創設。前校舎が復興落成。
- 1966年（昭和41年） - プール竣工。
- 1970年（昭和45年） - 鉄筋二階建南校舎完成。
- 1976年（昭和51年） - 鉄筋二階建北校舎完成。
- 1979年（昭和54年） - 現在の春江西小学校校舎総合落成。
- 1986年（昭和61年） - 拡張と改修により、グランド完成。
- 1988年（昭和63年） - 校舎増改築。
- 1989年（平成元年） - 学校周辺に桜の木を植樹。
- 1990年（平成2年） - 放送室設備完備。
- 1992年（平成4年） - 南校舎大規模改修工事完了。
- 1993年（平成5年） - 宇宙飛行士の毛利衛氏が来校、記念植樹。
- 1999年（平成11年） - 校門改修工事完了。
- 2000年（平成12年） - 校舎内LANネットワーク構築。
- 2001年（平成13年） - 中庭にビオトープ完成。
- 2002年（平成14年） - グラウンド西側に新体育館完成。
- 2003年（平成15年） - 北校舎完成。グラウンド拡張・改修。
- 2006年（平成18年） - 市町村合併で坂井市が発足したことにより、坂井市立春江西小学校と改称。

## 通学区域
- 本堂・西太郎丸・矢島・千歩寺(1字、3字～13字、15字、17字、19字、20字）・中庄（2字、4字～7字、19字、21字、22字、32字～40字、43字、59字の一部、61字、64字、66字、67字）・針原東・針原西・針原平柳・田端・高江・京町・京町南・松木・金剛寺・安沢・福町[2]

## 進学先中学校
- 坂井市立春江中学校[2]

## 学校周辺
- 太郎丸エンゼルランド駅
- 春山合繊
- 坂井警察署春江西駐在所
- 春江西公民館
- 春江西保育所

## アクセス
- えちぜん鉄道三国芦原線：太郎丸エンゼルランド駅から徒歩8分
- 京福バス：22系統「二の宮・春江線」で「春江西小学校前」下車すぐ。
- 坂井市コミュニティバス「ぐるっと坂井」8系統「春江西部中部ルート」で「春江西小」下車すぐ。